# Brada-Rybníček
Pour les articles homonymes, voir Rybníček.
Brada-Rybníček est une commune du district de Jičín, dans la région de Hradec Králové, en Tchéquie. Sa population s'élevait à 173 habitants en 2022.

## Géographie
Brada-Rybníček se trouve à 4 km au nord-nord-ouest de Jičín, à 45 km au nord-ouest de Hradec Králové et à 78 km au nord-est de Prague.
La commune est limitée par Jinolice au nord, par Podůlší, Dílce et Kbelnice à l'est, par Jičín au sud et par Holín à l'ouest.

## Histoire
La première mention écrite du village date de 1258.

## Transports
Par la route, Brada-Rybníček se trouve à 4,5 km de Jičín, à 55 km de Hradec Králové et à 98 km de Prague. 